# 天主教布爾諾教區
天主教布爾諾教區（拉丁語：Dioecesis Brunensis）是羅馬天主教在捷克的一個教區。屬奧洛穆茨總教區。成立於1777年12月5日。
教區範圍包括摩拉維亞西南部。2011年，有535,500名教友，估轄區總人口39.4%，有449個堂區、358名司鐸、40名終身執事、115名修士、289名修女。現任教區主教為沃伊特赫·齊爾克萊。

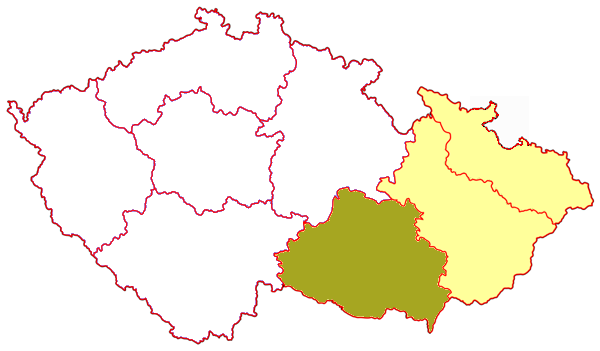
布爾諾教區管轄範圍圖